# Atrichobrunettia trilobata
Atrichobrunettia trilobata är en tvåvingeart som beskrevs av Freddy Bravo 2007. Atrichobrunettia trilobata ingår i släktet Atrichobrunettia och familjen fjärilsmyggor. Inga underarter finns listade i Catalogue of Life.